# العلاقات البرازيلية الفلبينية
بدأت العلاقات بين البرازيل والفلبين من خلال تبادل البضائع التجارية والبعثات الدبلوماسية والاستثمارات. عمل البلدان من أجل تحقيق السلام والمساواة والوصول إلى حل سلمي للنزاعات وتحقيق التنمية الاقتصادية والاجتماعية وإعطاء الشعوب حقها في تقرير مصيرها وإنهاء الاستعمار وإدانة الإرهاب والتمييز العنصري. تمتلك البرازيل سفارة في العاصمة الفلبينية، مانيلا، وتمتلك الفلبين في العاصمة البرازيلية، برازيليا. تعرض كل من البلدين، في القرن السادس عشر، للغزو من قبل القوات الإيبيرية، وخاصة إسبانيا والبرتغال.

## العلاقات الثنائية
في عام 2011، وقع وزير الخارجية الفلبيني، ألبرت ديل روزاريو ثلاث اتفاقيات مع وزير الخارجية البرازيلي، أنطونيو باتريوتا للتعاون في شؤون التنمية الاجتماعية والاقتصادية، ولمكافحة الاتجار بالمخدرات، ولتنفيذ مخططات الإصلاح الزراعي بشكل فعال. وقعت البرازيل والفلبين أيضًا مذكرة تفاهم لتحسين واقع التعاون الرياضي بين البلدين مما يمكن البلدين من تبادل الخبرات في عدة مجالات من بينها التعاون المؤسساتي، وتدريب الرياضيين والمتخصصين في المجالات الرياضية المختلفة. يأمل السفير البرازيلي في الفلبين، خورخي فرنانديز، في توسيع العلاقات السياسية والاقتصادية والثقافية والتعليمية بين البلدين، كما يرغب في الوصول إلى اتفاقية جديدة مع الخطوط الجوية الفلبينية لإطلاق برامج رحلات جوية مباشرة بين مانيلا والبرازيل. يزور البرازيليون الفلبين بتواتر أكبر من زيارة الفلبينيين للبرازيل.

## العلاقات الاقتصادية
في شهر يونيو من عام 2009، وقعت الفلبين والبرازيل اتفاقيات تعاون متبادل في مجالات الطاقة الحيوية والزراعة. تعهد البلدان باتخاذ الخطوات اللازمة لتنفيذ بنود مذكرة التفاهم الموقعة بينهما حول التعاون في مجال الزراعة إضافة إلى بنود مذكرة التفاهم حول التعاون في مجال الطاقة الحيوية. وقعت الفلبين والبرازيل ست مذكرات تفاهم واتفاقيات تتعلق بالتعاون الزراعي وبتطوير وإنتاج الطاقة المتجددة. يعتزم البلدان العمل على «تسهيل التعاون التقني.. بشأن إنتاج واستخدام الوقود الحيوي، وخاصة الإيثانول، وزيادة التبادل التجاري والاسثتمار في الوقود الحيوي». بلغت الصادرات البرازيلية إلى الفلبين في عام 2007 أكثر من 300 مليون دولار.

## البرازيليون في الفلبين
سافر العديد من عارضي الأزياء البرازيليين، أغلبهم من أصول يابانية، منذ عام 2004 إلى الفلبين بهدف العمل. يمتلك عارضو الأزياء البرازيليين صفاتًا جسدية مشابهة لتلك التي يمتلكها الفلبينيون مع ملامح أكثر حدية، وهو ما ساعدهم في العثور على وظائف في الفلبين. ينجذب البرازيليون إلى قطاع صناعة الأزياء في الفلبين، لأن سكانها، وعلى العكس من سكان البلدان الأخرى في المنطقة كالصين وتايلاند، يتحدثون اللغة الإنكليزية على نطاق واسع. يشعر المصورون في الفلبين أن عارضي الأزياء البرازيليين أقل تحفظًا من نظرائهم الفلبينين، ويرفضون الاتهامات بارتباط العرق أو الإثنية بقرارات التوظيف التي يتخذونها. مع ذلك، يتحدث الكثير من العارضين اللغة البرتغالية فقط، وتُعتبر الخلفية التعليمية للعديد منهم محدودة للغاية. تعرض العارضون البرازيليون للعديد من الانتقادات من قبل منافسيهم المحليين لعملهم مقابل أجور منخفضة لا تتجاوز 1500 بيزو، في حين تتراوح الأجور المحلية النموذجية بين 5000 إلى 1000 بيزو لكل عرض. انتقدت جمعية العارضين المحترفين في الفلبين تدفق العارضين البرازيليين عدة مرات. رد العارضون البرازيليون على الانتقادات التي طالتهم من جمعية العارضين المحترفين الفلبينية بأن العديد من العمال الفلبينيين يعملون في بلدان مختلفة حول العالم، وبأنهم لا يرغبون بحل محل المواهب الفلبينية المحلية. يتوجب على العارضين غير المحليين في الفلبين الحصول على تصاريح من مكتب شؤون الهجرة، وتجديدها كل شهرين. داهم عناصر تابعون لمكتب شؤون الهجرة الفلبيني عدة مرات عروض أزياء واعتقلوا العارضين الذين كانوا يعملون بشكل غير قانوني. تدعي دائرة شؤون الأفراد الفلبينية أنها عندما أبلغت مكتب الهجرة بوجود عدد من العارضين الذين يعملون بشكل غير قانوني، رد المكتب بأنه يمتلك عددًا كبيرًا من القضايا الأخرى للتعامل معها، ورفض متابعة التقرير. تقدم الممثل ليمويل باليو بعدة شكاوى علنية ضد العارضين البرازيليين، إلا أنه تراجع فيما بعد عن خطوته هذه واعتذر عنها. في شهر نوفمبر من عام 2010، أطلقت عارضة الأزياء الفلبينية، فوميلا باراندا، عدة تصريحات عامة اقترحت فيها على الحكومة الفلبينية تعديل مجموعة من القوانين بغية حماية العارضين المحليين من المنافسين البرازيليين، واقترحت فرض ضرائب على الشركات التي توظف عارضين أجانب. مع ذلك، صرح عدد من الممثلين الفلبينيين الآخرين، أمثال وينديل راموس، وباولو كونتيس، وجون كارلو تيوسيكو وألجور أبرينيكا، ومارك هيراس، أنهم غير معنيين بتزايد أعداد المنافسين البرازيليين في بلادهم. 

## مقارنة بين البلدين
هذه مقارنة عامة ومرجعية للدولتين:
| وجه المقارنة                                              | البرازيل | الفلبين                       |
| --------------------------------------------------------- | --- | ----------------------------- |
| المساحة (كم2)                                             | 8.52 مليون | 343.45 ألف                    |
| عدد السكان (نسمة)                                         | 202.66 مليون | 104.92 مليون                  |
| الكثافة السكانية (ن./كم²)                                 | 23.79 | 305.49                        |
| العاصمة                                                   | برازيليا، ريو دي جانيرو | مانيلا                        |
| اللغة الرسمية                                             | برتغالية برازيلية، Brazilian Sign Language ‏ | اللغة الفلبينية، لغة إنجليزية |
| العملة                                                    | ريال برازيلي، كروزيرو ريال برازيلي ‏، كروزيرو البرازيلية (1990–1993)، البرازيلي كروزادو نوفو، كروزادو برازيلي، cruzeiro ‏، كروزيرو البرازيلية (1942–1967)، الريال البرازيلي (قديم) | بيسو فلبيني                   |
| الناتج المحلي الإجمالي (بليون دولار)                      | 2.06 تريليون | 313.60 مليار                  |
| الناتج المحلي الإجمالي (تعادل القوة الشرائية) بليون دولار | 3.22 تريليون | 743.90 مليار                  |
| الناتج المحلي الإجمالي الاسمي للفرد دولار أمريكي          | 8.54 ألف | 2.90 ألف                      |
| الناتج المحلي الإجمالي للفرد دولار أمريكي                 | 15.89 ألف | 7.39 ألف                      |
| مؤشر التنمية البشرية                                      | 0.754 | 0.668                         |
| رمز المكالمات الدولي                                      | +55 | +63                           |
| رمز الإنترنت                                              | .br | .ph                           |
| المنطقة الزمنية                                           | | توقيت الفلبين                 |

## مدن متوأمة
في ما يلي قائمة باتفاقيات التوأمة بين مدن برازيلية وفلبينية:
- ترتبط ريو دي جانيرو مع مدينة باتانجاس باتفاقية توأمة منذ 1969.

## منظمات دولية مشتركة
يشترك البلدان في عضوية مجموعة من المنظمات الدولية، منها:
| علم المنظمة | اسم المنظمة                        | تاريخ انضمام البرازيل | تاريخ انضمام الفلبين |
| ----------- | ---------------------------------- | --------------------- | -------------------- |
|             | الاتحاد البريدي العالمي            | ?                     | ?                    |
|             | يونسكو                             | 4 نوفمبر 1946         | 21 نوفمبر 1946       |
|             | البنك الدولي للإنشاء والتعمير      | 14 يناير 1946         | 27 ديسمبر 1945       |
|             | منظمة التجارة العالمية             | ?                     | 1995                 |
|             | وكالة ضمان الاستثمار متعدد الأطراف | 7 يناير 1993          | 8 فبراير 1994        |
|             | الاتحاد الدولي للاتصالات           | 4 يوليو 1877          | 25 مايو 1912         |
|             | منظمة الشرطة الجنائية الدولية      | ?                     | ?                    |
|             | مؤسسة التمويل الدولية              | 31 ديسمبر 1956        | 12 أغسطس 1957        |
|             | الأمم المتحدة                      | 24 أكتوبر 1945        | 24 أكتوبر 1945       |
|             | مؤسسة التنمية الدولية              | 15 مارس 1963          | 28 أكتوبر 1960       |
|             | الفريق المعني برصد الأرض           | ?                     | ?                    |
|             | منظمة حظر الأسلحة الكيميائية       | ?                     | ?                    |

## وصلات خارجية
- موقع وزارة الخارجية البرازيلية
- موقع وزارة الخارجية الفلبينية